# Васильевская церковь (Уношево)
Храм святи́теля Васи́лия Вели́кого — православный храм в селе Уношево Гордеевского района Брянской области.

## История
Согласно надписи на найденной медной закладной пластинке, строительство храма началось в 1750 и было закончено к 1757 году, по инициативе и на средства владельца села помещика Федора Петровича Корецкого и значкового товарища Андрея Давидовича. Главный престол был освящён во имя Василия Великого, придельный — во имя Николая Чудотворца.
Деревянный храм несколько раз перестраивался (последний раз — в 1897 году).
В 1930 году храм был закрыт советскими властями и приспособлен под сельскую школу. К 1949 году была снесена колокольня и переделана кровля.
После закрытия храма с него был сброшен колокол, который при этом разбился. Крупные фрагменты были сразу отправлены на переплавку, а мелкие — весом до пяти килограммов — вошли глубоко в землю и были найдены после начала работ по восстановлению храма.
В 2008 здание было признано непригодным к эксплуатации. На следующий год началось восстановление храма по инициативе бывших жителей села Уношево братьев Стовпец — Евгения Антоновича и Александра Антоновича, по благословению епископа Брянского и Севского Феофилакта. 16 октября 2010 года на колокольню храма был водружён купол.
При храме, под левым его приделом, находилась могила помещика Ивана Григориевича Кулябко-Корецкого, ктитора и активного благотворителя этого храма. Его останки были торжественно перезахоронены 30 ноября 2009 года, а на восстановленной могиле в 2011 году установлена плита из лабрадора.
10 мая 2013 года епископ Брянский и Севский Александр освятил восстановленный храм во имя Святителя Василия Великого, и впервые после многолетнего перерыва совершил там Божественную Литургию.

## Духовенство
В документах Государственного архива Черниговской области сохранились имена церковнослужителей прошлых лет.
В 1759 году в храме служили поп Иван Трофимович Дыканский (Диканский) и пономарь Семен Нестеров. В 1763 году — поп Иван Трофимович Дыканский, дьячок Василий Елизарович Венедиктович, пономарь Никифор Федоров. В 1771 г. — священник Иван Трофимович Дыканский, другой священник Василий Елизаров сын Венедиктов, дьячок Данила Иванов. В 1777 г. — священник Василий Елизаров сын Венедиктов, другой священник Федор Иванов сын Дыканский, при оной церкви дьячок Данило Иванов Стенченок. В 1788 г. — священник Федор Иванович Задаев-Кошанский (он же Диканский), дьячок Ефим Накопров Симковский, пономарь Афанасий Васильевич Венедиктов.
С декабря 2016 года настоятелем храма является протоиерей Николай Рябиков.